# The Woodlands
The Woodlands è una comunità pianificata e census-designated place (CDP) nello Stato del Texas, all'interno dell'area metropolitana di Houston-The Woodlands-Sugar Land. Si trova principalmente nella contea di Montgomery, con porzioni che si estendono nella contea di Harris. Secondo il censimento del 2010, la popolazione del CDP era di 93 847 abitanti, un aumento rispetto ai 55 649 abitanti al censimento del 2000. Nel 2018, la Howard Hughes Corporation ha stimato che la popolazione era di 116 278 abitanti.
The Woodlands si trova a 45 km a nord di Houston, lungo l'Interstate 45. Sebbene nata come sviluppo extraurbano e comunità dormitorio, ha anche attratto società e ha diversi campus aziendali, in particolare Chevron Phillips Chemical, Huntsman Corporation, Woodforest National Bank, Baker Hughes, McDermott International, McKesson Corporation, Aon Plc, Maersk Line, Safmarine e Halliburton. Ha vinto uno Special Award for Excellence nel 1994 dall'Urban Land Institute.

## Geografia fisica
Secondo l'Ufficio del censimento degli Stati Uniti, ha una superficie totale di 43,85 mi² (113,57 km²).

## Società

### Evoluzione demografica
Secondo il censimento del 2010, la popolazione era di 93 847 abitanti.

### Etnie e minoranze straniere
Secondo il censimento del 2010, la composizione etnica del CDP era formata dall'88,4% di bianchi, il 2,4% di afroamericani, lo 0,3% di nativi americani, il 4,9% di asiatici, lo 0,1% di oceanici, l'1,8% di altre razze, e il 2,1% di due o più razze. Ispanici o latinos di qualunque razza erano il 12,3% della popolazione.